# Károly Wieland
Károly Wieland (Soroksár, 1 de mayo de 1934-Weinheim, 30 de mayo de 2020) fue un deportista húngaro que compitió en piragüismo en la modalidad de aguas tranquilas.
Participó en los Juegos Olímpicos de Melbourne 1956, obteniendo una medalla de bronce en la prueba de C2 1000 m. Ganó una medalla de oro en el Campeonato Mundial de Piragüismo de 1954 en la prueba de C2 10 000 m.

## Palmarés internacional
| Juegos Olímpicos   | Juegos Olímpicos      | Juegos Olímpicos  | Juegos Olímpicos |
| Año                | Lugar                 | Medalla           | Evento           |
| ------------------ | --------------------- | ----------------- | ---------------- |
| 1956               | Melbourne (Australia) | Medalla de bronce | C2 1000          |
| Campeonato Mundial |                       |                   |                  |
| Año                | Lugar                 | Medalla           | Evento           |
| 1954               | Mâcon (Francia)       | Medalla de oro    | C2 10000         |